# Virolet
Virolet fue una revista infantil y en catalán editada entre 1922 y 1930 por Baguña como un "suplement il'Iustrat d'En Patufet". Con un formato de 30 x 22 cm., presentaba historietas de diversos guionistas y dibujantes, y alcanzó los 470 números. Fueron sus directores Cornet y Junceda. Se imprimía en la casa “E. i J. Solà” en la calle Valencia 200 de Barcelona. Pero a partir de 1924 se empezó a imprimir en una imprenta de la librería Josep Bagunyà en la calle Muntaner que tenía una rotativa que imprimía a 4 colores. La suscripción anual costaba 5,50 pesetas y el número suelto, 0,10 pesetas.
Virolet desapareció el 3 de enero de 1931, nueve años después de su inicio, con un total de 469 números publicados. Su desaparición coincidió con el nacimiento de otra revista infantil de la empresa de En Patufet llamada Esquitx.

## Temas y colaboradores
La revista iba dedicada de forma muy específica a los niños de corta edad. Contenía aleluyas (en catalán: aucas), relatos ilustrados e historietas, incluyendo las del pionero Wilhelm Busch. También había grandes obras de la literatura universal muy bien ilustradas.
Entre los colaboradores de la revista se encontraron Josep Carner, Apel·les Mestres, Joaquim Ruyra i Oms, Martínez i Ferrando, Carles Soldevila, Clovis Eimeric y Josep Maria Folch i Torres, entre otros. Entre sus dibujantes nacionales, destacaron Apa, Bécquer, Castanys, Cornet, D'Ivori, Junceda, Llaverías, Miret, Arturo Moreno, Net, Opisso, Prat y Serra Massana.